# Sara Lee Williams
Sara Lee Williams (* um 1920, verheiratete Sara Lee Skibbins) ist eine US-amerikanische Badmintonspielerin.

## Karriere
Sara Lee Williams wurde 1940 erstmals nationale Meisterin in den Vereinigten Staaten. Zwei weitere Titelgewinne folgten 1941 und 1942. Alle drei Titel gewann sie im Mixed mit David G. Freeman.